# Omid Alishah
Omid Alishah (Sari, 10 gennaio 1992) è un calciatore iraniano, centrocampista del Persepolis e della Nazionale iraniana.

## Carriera

### Club
Ha iniziato a giocare nel Nassaji Mazandaran. Ha debuttato con il club rosso il 7 gennaio 2010, all'età di 17 anni, venendo schierato nell'incontro Shirin Faraz Kermanshah-Nassaji Mazandaran (2-2). Nel 2010 si è trasferito al Naft Teheran. Ha militato nel club gialloblu per una stagione, non collezionando alcuna presenza. Nel 2011 è passato al Rah Ahan. Ha militato nel club giallo per due stagioni, collezionando in totale 49 presenze e 9 reti. L'11 giugno 2013 è stato ufficializzato il suo trasferimento al Persepolis. Nel 2017 si è trasferito a titolo temporaneo al Tractor Sazi. Nel 2018 è tornato al Persepolis.

### Nazionale
Ha debuttato in Nazionale il 3 settembre 2015, in Iran-Guam (6-0), incontro valido per le qualificazioni al mondiale 2018.

## Statistiche

### Cronologia presenze e reti in nazionale
Statistiche aggiornate al 4 dicembre 2022.

| Cronologia completa delle presenze e delle reti in nazionale ― Iran | Cronologia completa delle presenze e delle reti in nazionale ― Iran | Cronologia completa delle presenze e delle reti in nazionale ― Iran | Cronologia completa delle presenze e delle reti in nazionale ― Iran | Cronologia completa delle presenze e delle reti in nazionale ― Iran | Cronologia completa delle presenze e delle reti in nazionale ― Iran | Cronologia completa delle presenze e delle reti in nazionale ― Iran | Cronologia completa delle presenze e delle reti in nazionale ― Iran |
| Data                                                                | Città                                                               | In casa                                                             | Risultato                                                           | Ospiti                                                              | Competizione                                                        | Reti                                                                | Note                                                                |
| ------------------------------------------------------------------- | ------------------------------------------------------------------- | ------------------------------------------------------------------- | ------------------------------------------------------------------- | ------------------------------------------------------------------- | ------------------------------------------------------------------- | ------------------------------------------------------------------- | ------------------------------------------------------------------- |
| 3-9-2015                                                            | Teheran                                                             | Iran                                                                | 6 – 0                                                               | Guam                                                                | Qual. Mondiali 2018                                                 | -                                                                   | 75’                                                                 |
| 8-10-2015                                                           | Mascate                                                             | Oman                                                                | 1 – 1                                                               | Iran                                                                | Qual. Mondiali 2018                                                 | -                                                                   | 82’                                                                 |
| Totale                                                              |                                                                     | Presenze                                                            | 2                                                                   |                                                                     | Reti                                                                | 0                                                                   |                                                                     |